# والترس‌هاوزن
شهر والترس‌هاوزن (به آلمانی: Waltershausen) در ایالت تورینگن در کشور آلمان واقع شده‌است.